# Teatro Regio (Parme)
Pour les articles homonymes, voir Teatro Regio.

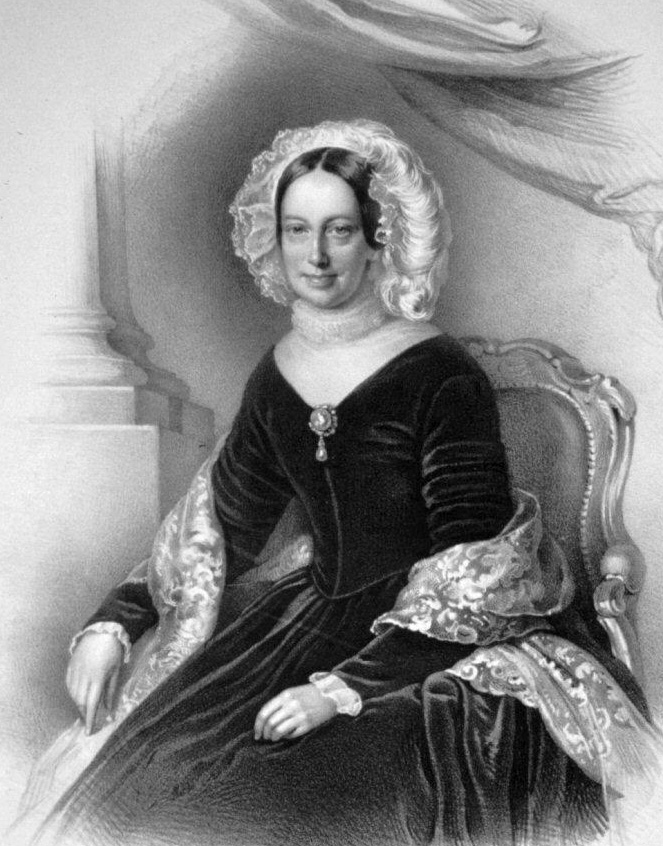
Marie-Louise d'Autriche, duchesse de Parme et Plaisance

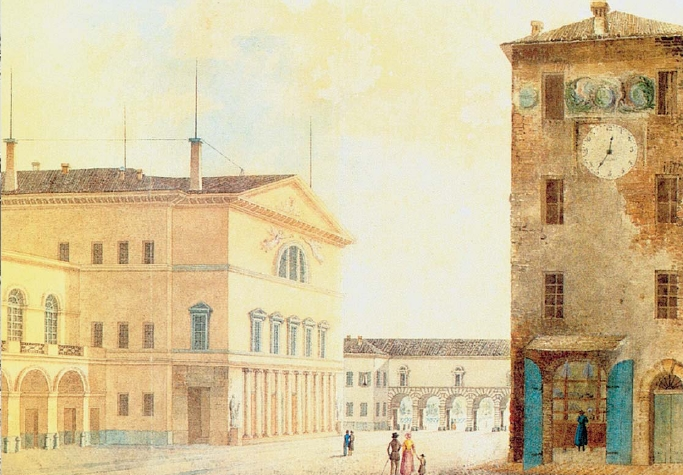
Une représentation du Teatro Regio de 1829 conservée auprès de la bibliothèque Palatina de Parme.

Le Teatro Regio (Théâtre royal) de Parme est un opéra du XIXe siècle, initialement dénommé Nuovo Teatro Ducale (Nouveau théâtre ducal). C'est le plus prestigieux des douze théâtres de la ville, l'un des plus célèbres théâtres lyriques d'Italie et symbolise la passion des Parmesans pour la musique.

## Histoire
Sa construction, exécutée sur la volonté de la duchesse Marie-Louise d'Autriche à l'emplacement du monastère Saint-Alexandre, débute en 1821 sur les plans de Nicola Bettoli et coûte 1 190 664 lires parmesanes. De grandes dimensions (84 mètres de long sur 38 mètres de large et 30 mètres de haut), il a une capacité de 1 200 places. Il remplace le théâtre ducal qui se trouvait à l'intérieur du Palazzo di Riserva.
Le 16 mai 1829, avec l’opéra de Vincenzo Bellini, Zaira, en présence de la duchesse, s'ouvre pour la première fois le splendide rideau de scène peint par Borghesi (un Triomphe de la Sagesse, figure allégorique du gouvernement de Marie-Louise, laquelle est représentée dans le personnage central sous l'aspect de Minerve). La première saison se poursuit avec les opéras de Gioachino Rossini, Mosè in Egitto, Semiramide et Le Barbier de Séville.
Le Regio de Parme, berceau du mélodrame italien, est considéré comme le plus important des théâtres italiens classés « di tradizione » et son public est reconnu parmi les plus compétents mais aussi parmi les plus passionnés et les plus exigeants. Pour avoir l'assurance d'acquérir un abonnement les mélomanes parmesans, défiant le froid et les désagréments, attendent tous les ans l'ouverture de la vente, stationnant de manière ininterrompue jour et nuit pendant quasiment une semaine devant la billetterie du Regio, sous le portique soutenu par les dix puissantes colonnes ioniques de la façade. La saison se déroule de mi-décembre à mi-avril avec quatre nouvelles productions par an.
Son nom est étroitement lié à ceux de Giuseppe Verdi (un festival consacré au compositeur se tient tous les ans dans ses murs) et du chef Arturo Toscanini, né à Parme.

## Vues

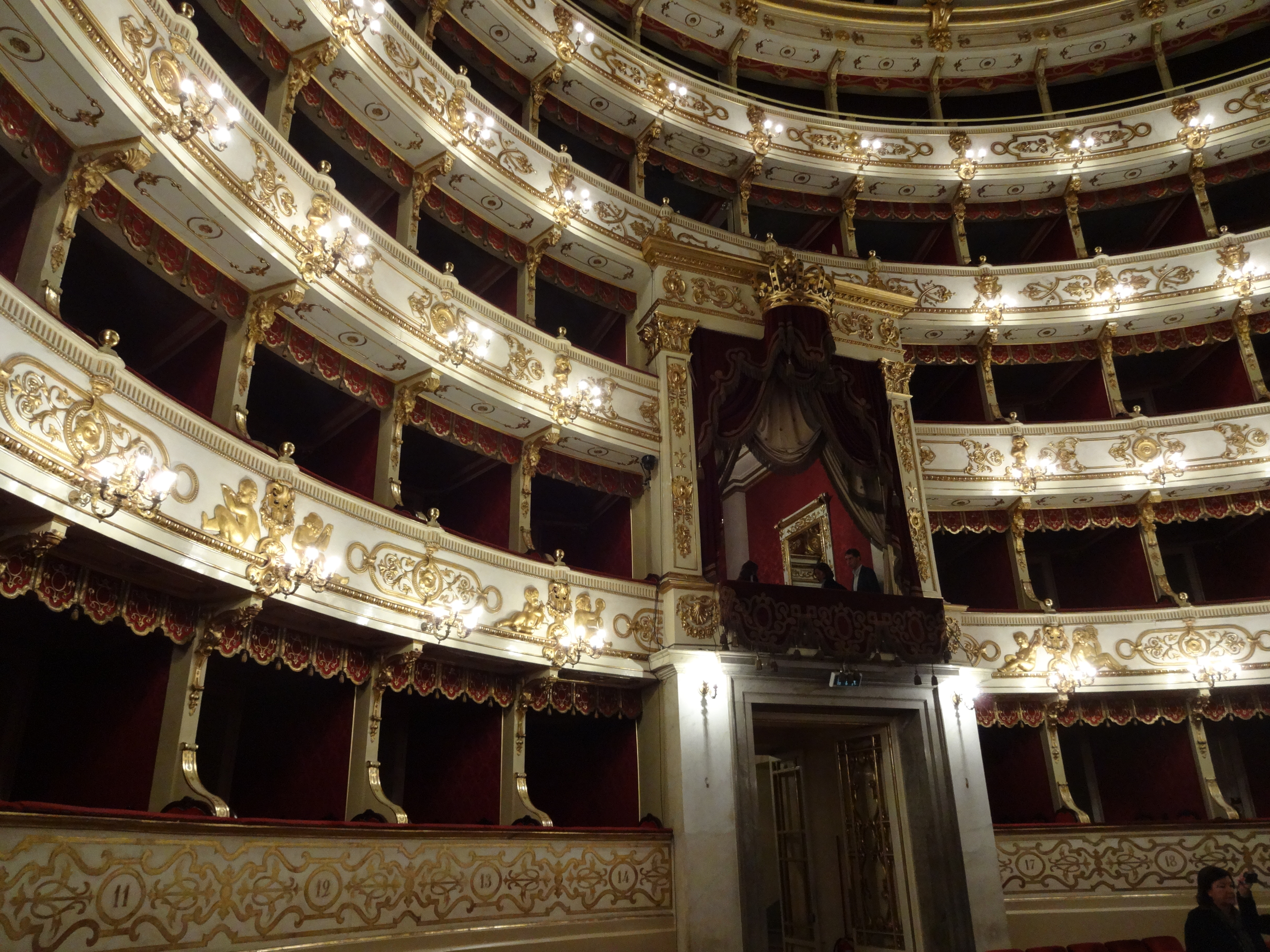
Intérieur
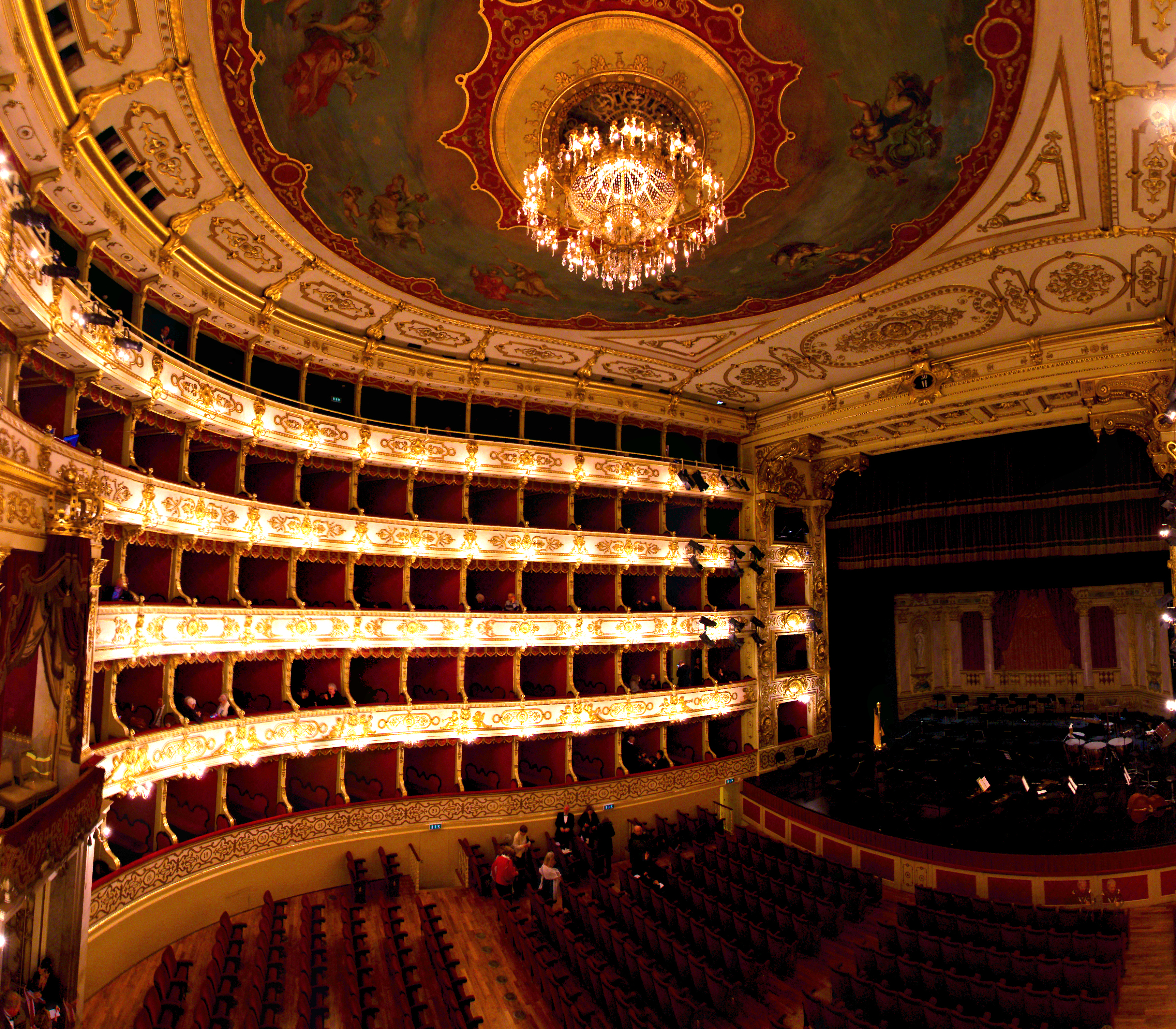
La salle
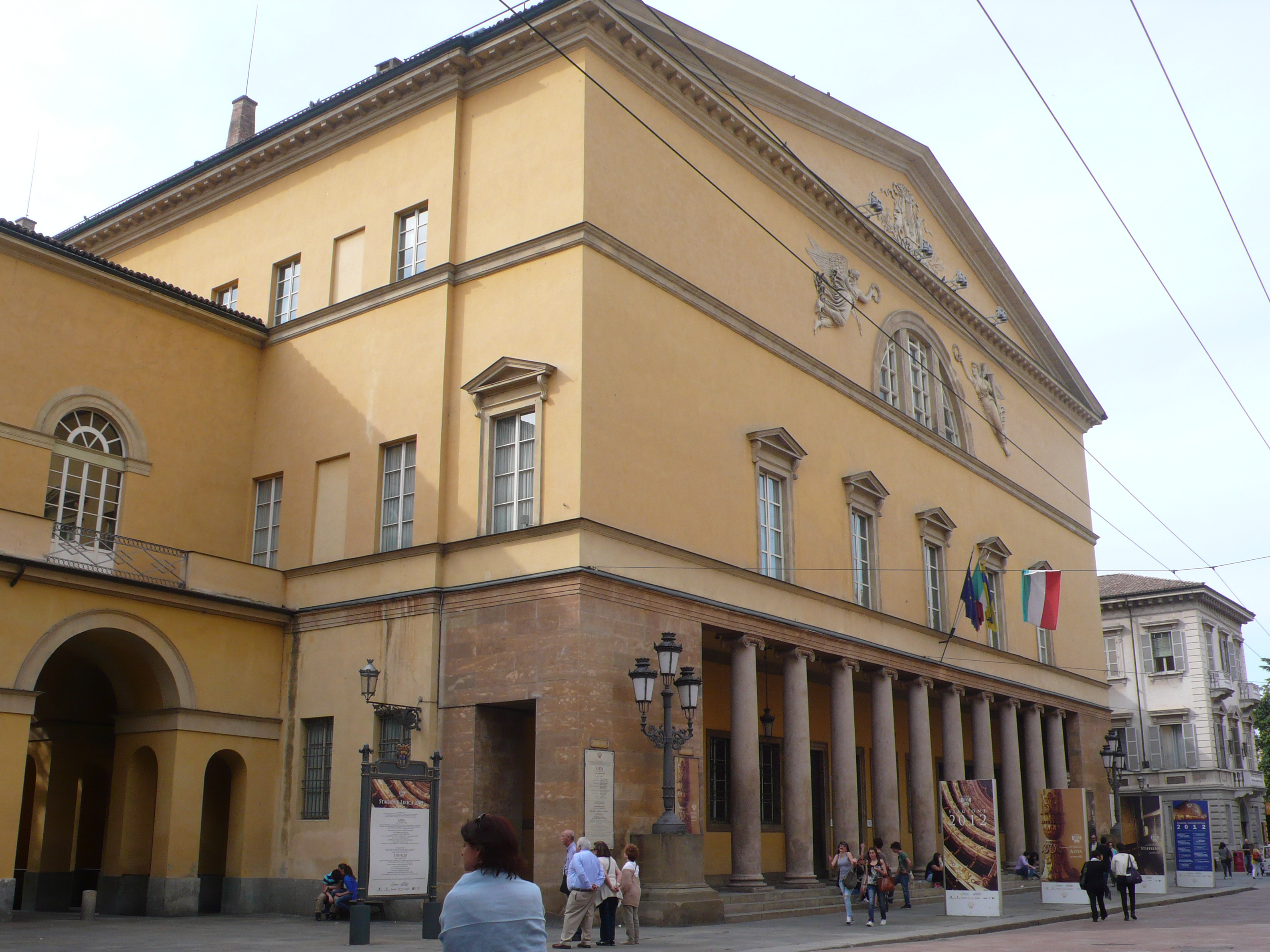
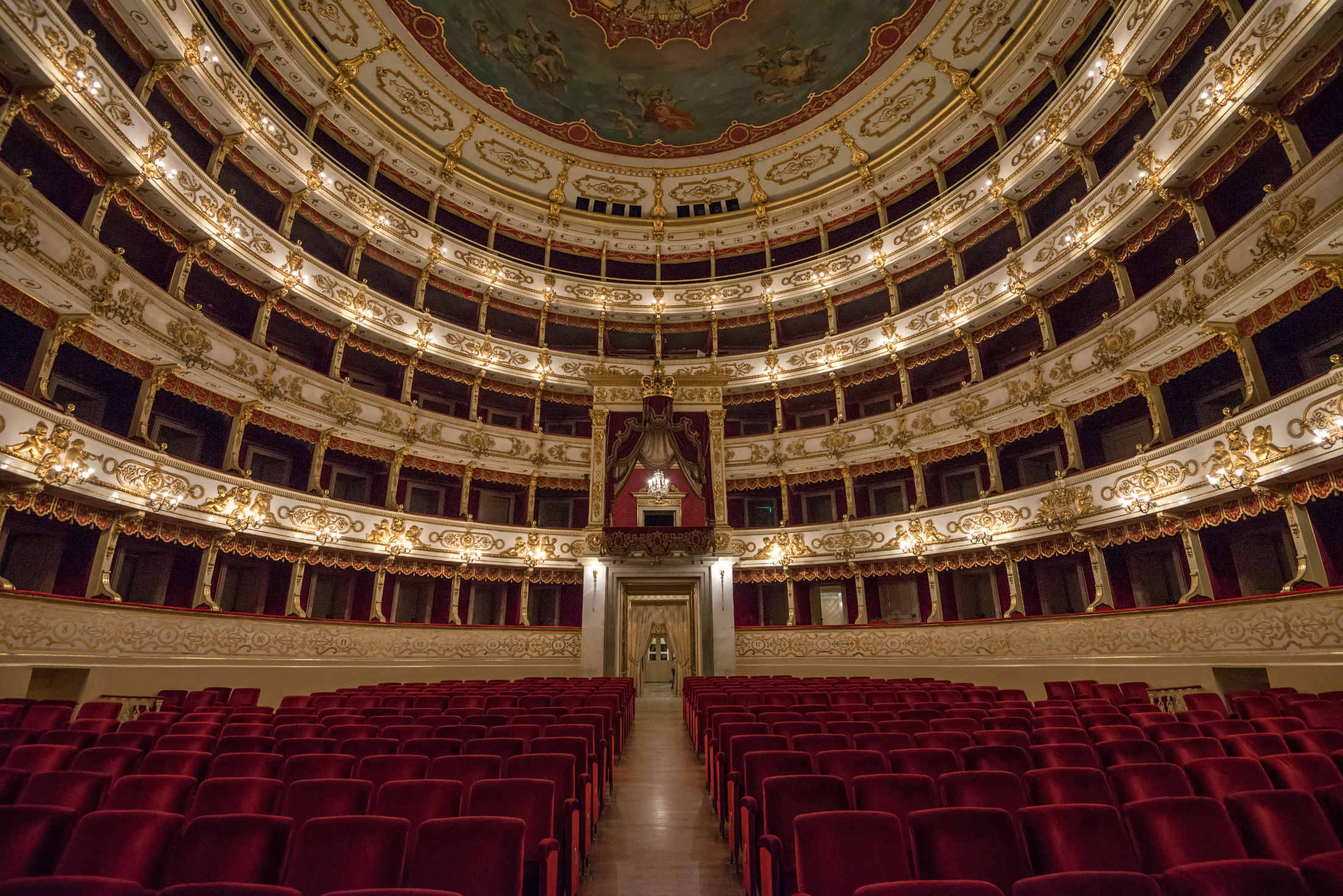

## Sources
- (it) Cet article est partiellement ou en totalité issu de l’article de Wikipédia en italien intitulé « Teatro Regio (Parma) » (voir la liste des auteurs).

- (en) Cet article est partiellement ou en totalité issu de l’article de Wikipédia en anglais intitulé « Teatro Regio di Parma) » (voir la liste des auteurs).